# 千形神社
千形神社（ちかたじんじゃ）は、埼玉県熊谷市にある神社。旧社格は村社。

## 祭神
主殿
- 天津彦火々瓊々杵命[2]、
- 天津彦火瓊杵々杵尊（あまつひこほのににぎ）[3]

合殿
- 天児屋根命（あめのこやねのみこと）
- 天太玉命（あめのふとだまのみこと）[2]

## 歴史
創建の年代については、未詳とされる。神社の由来については、平安時代末期にさかのぼるという。その時期に、熊谷近辺に巨大な熊が出没して人々を脅かしていた。人々の不安が日々募る中、藤原千方と名乗る者が現れて熊退治を呼び掛けた。村人は賛同して数百名が思い思いの武具を手に集まり、山狩りを始めた。
熊は山狩りを逃れて熊谷から姿を消したが、人々はなおも追跡して大谷村（現:東松山市）まで熊を追い詰めた。その地で千方は弓を取り、熊を射ち殺した。倒れた熊の死骸の巨大さに千方は神霊の存在を感じ、熊の霊を赤熊明神としてその地に祀った。人々は熊の霊を慰めるとともに千方の武勇をたたえ、熊谷の中央に熊野山千方明神として祀ることにした。一時期は鎮守社となり、後に千形神社と改称した。
別の説では、熊を倒したのは平直貞（熊谷直実の父）ともいう。この説に拠れば、熊が倒れたのは「くまん堂」（熊谷市内に石碑が現存）という場所で、熊の血が流れた場所に建てた社を「血形明神」（血形神社）と呼び、後に「千形神社」と改めたといわれる。ただし、この説は熊谷氏が直貞の武勇伝を誇大に伝えるために熊を退治したのは直貞と言い伝えたことが史実であるとされる。熊を倒した千方は藤原秀郷の子であり、秀郷は武蔵守を兼任していたのでよく熊谷近辺を往来していた。その際に熊の害を聞き及んで退治に乗り出したものと伝わる。
千形神社は宝暦年間（1751年-1764年）の頃から毎年10月初めに奉納相撲を行い、熊谷における相撲発祥の地とされる。千方の剛力にあやかって「八幡講相撲」として続き、人々に「千形相撲」として親しまれた。神社にはその際の板番付が奉納されている。
1919年（大正8年）に発行された『大里郡郷土誌』という文献では「境域広からざれど頗る雅致に富み、社殿亦規模整いたり。（中略）約五百戸の氏子あり」としている。1976年（昭和51年）に社殿の大改修を行い、拝殿、奥社、外郭等を修繕した。

## 境内
鳥居をくぐった右側に本町一、二丁目の有形文化財「山車」倉庫があり、正面の石畳を進むと、1913年（大正2年）に鯨井久平が奉納した石燈籠が左右にある。さらに進んでいくと左手に神楽殿、正面に拝殿、奥に本殿があり、拝殿の左手には土俵跡がある。
1971年（昭和46年）8月に氏子中により奉納された御影石の鳥居が再建され、昭和51年拝殿、奥社、外角の新築修築が時田工務店の請負で行われる。さらに翌年4月に屋根は瓦ぶき、間口5.572メートル、奥行き11.317メートルが原形のまま完成する。

### 境内社
- 伊奈利神社[10]

## 現地情報
所在地
- 埼玉県熊谷市本町1-18

交通アクセス
- 最寄駅：JR熊谷駅下車後、徒歩約13分（北東に約1.0km）